# Спермові війни
Спермові війни, або конкуренція сперматозоїдів  — процес змагання між сперматозоїдами двох або більше самців при запліднені однієї і тієї ж яйцеклітини під час статевого розмноження. Конкуренція може виникнути, коли у жіночих особин є декілька потенційних партнерів для спарювання. Більший вибір та різноманітність самців збільшує шанси самки на отримання більш життєздатного потомства. Однак наявність декількох сексуальних партнерів для самки означає, що кожен окремий самець має менші шанси на отримання потомства. Спермові війни — це еволюційний тиск на самців, що призводить до появи адаптацій, для збільшення шансів самців на репродуктивний успіх. Спермові війни ведуть до сексуального конфлікту інтересів між самцями та самками. Самці виробили декілька оборонних тактик, такі як: охорона самок, утворення вагінальних спарювальних пробок та вироблення токсичних сім'яних речовин, щоб зменшити повторне спарювання самок з іншим партнером. Наступальна тактика у спермових війнах передбачає пряме втручання одного самця у репродуктивний успіх конкурента шляхом фізичного видалення сперми іншого самця перед спарюванням із самкою, наприклад у представника родини справжніх цвіркунів Gryllus bimaculatus.

## Захисна тактика

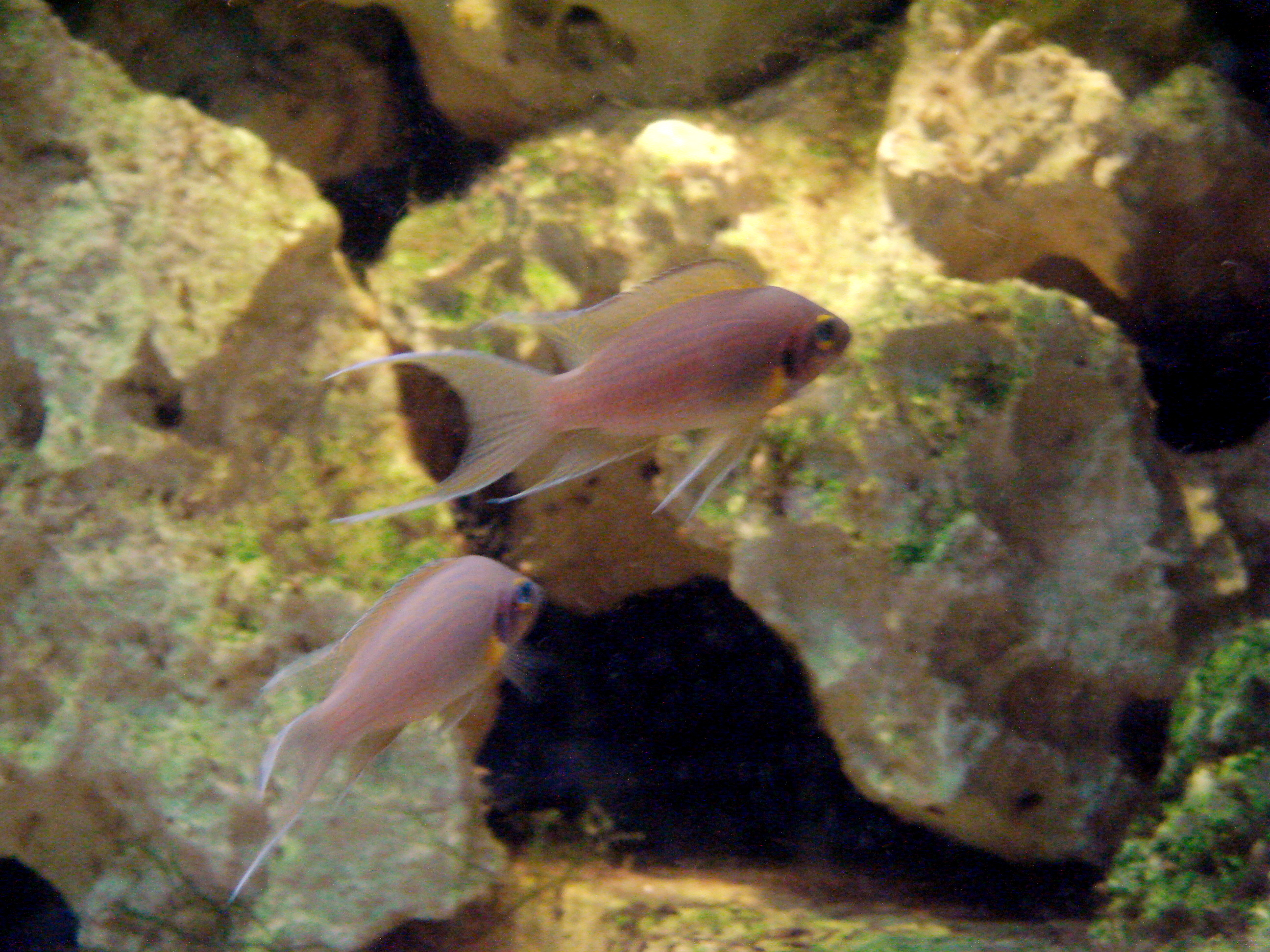
Neolamprologus pulcher, вид цихлід озера Танганьїка, самці яких мають як моногамну, так і полігамну поведінку.

Охорона самок — захисна поведінкова ознака, яка виникає при спермових війнах; самці намагаються не допустити, щоб інші самці наближалися до самки (та / або навпаки), тим самим заважаючи самці мати інші сексуальні контакти. Докопулятивна та посткопулятивна охорона самок зустрічається у птахів, ящірок, комах та приматів. Так, охорона самок у риб Neolamprologus pulcher, виникає через те, що деякі самці мають стратегію «підкрадання» і намагаються мати статевий контакт з самкою на території іншого самця. У цих випадках самці охороняють свою самку, тримаючи її досить близько біля себе, і при появі конкурента на власній території, самець активно відбивається від чужинця, що зменшує шанси самки мати інші контакти.
У тварин з полігінією існує домінантний самець, що контролює групу самок і вступає у сексуальні контакти з представницями свого гарему. Домінантний самець займає лідируючу позицію допоки інший самець не переможе його у дуелі. Так, морські слони беруть участь у кривавих жорстоких бійках, щоб захистити самок та власний титул. Якщо альфа-самець зазнає поразки, його потомство, швидше за все, буде вбите новим лідером, і самки заводитимуть потомство з останнім.
Стратегія охорони самок спостерігається також тоді, коли самець охороняє самку лише у її фертильні періоди. Ця стратегія може бути більш ефективною, оскільки дозволяє самцю мати потомство з багатьма самками, при цьому мати більші гарантії, що народяться саме його нащадки. Загалом стратегія охорони самки є дуже енерговитратною. Сутички, що можуть траплятися при захисті гарему, забирають багато сил. Іншим недоліком при такій стратегії поведінки є потенційне зростання поширення хвороб. Якщо у одного самця є ЗПСШ, то при полігінії він швидко передає хворобу представницям гарему.
Деякі самки також виграють від полігінії в тих випадках, коли трапляються статеві акти з іншими сексуальними партнерами. Оскільки самець не в змозі стежити за всіма самками, в такому разі спостерігається проміскуїтет і відбувається збільшення генетичної різноманітності у популяції.
При охороні самки самцю потрібне належне харчування, аби вистачило сил на продукування сперми. Наприклад, самці бокоплавів виснажують запаси глікогену й тригліцеридів і поповнюють їх в період, коли охорона не потрібна. Також деяким самцям доводиться долати великі відстані у пошуках самки протягом періоду розмноження, що також виснажує їх. Зважаючи на всі витрати енергії, пов'язані з охороною партнерки, головне завдання самця — зменшити їх. Ось чому для самців більш ефективним є обирання пари в період фертильності самок. Крім того, самці з більшою ймовірністю охоронятимуть свою партнерку, коли щільність самців збільшена.
Самки опосередковано отримують вигоду від такого роду захисту, наприклад, зменшується рівень ворожої поведінки та небажаних залицянь з боку інших самців. Також, час, протягом якого відбувається охорона з боку самця, дає можливість для самки перевірити ті якості, що будуть вигідними у подальших відносинах і для майбутнього потомства.

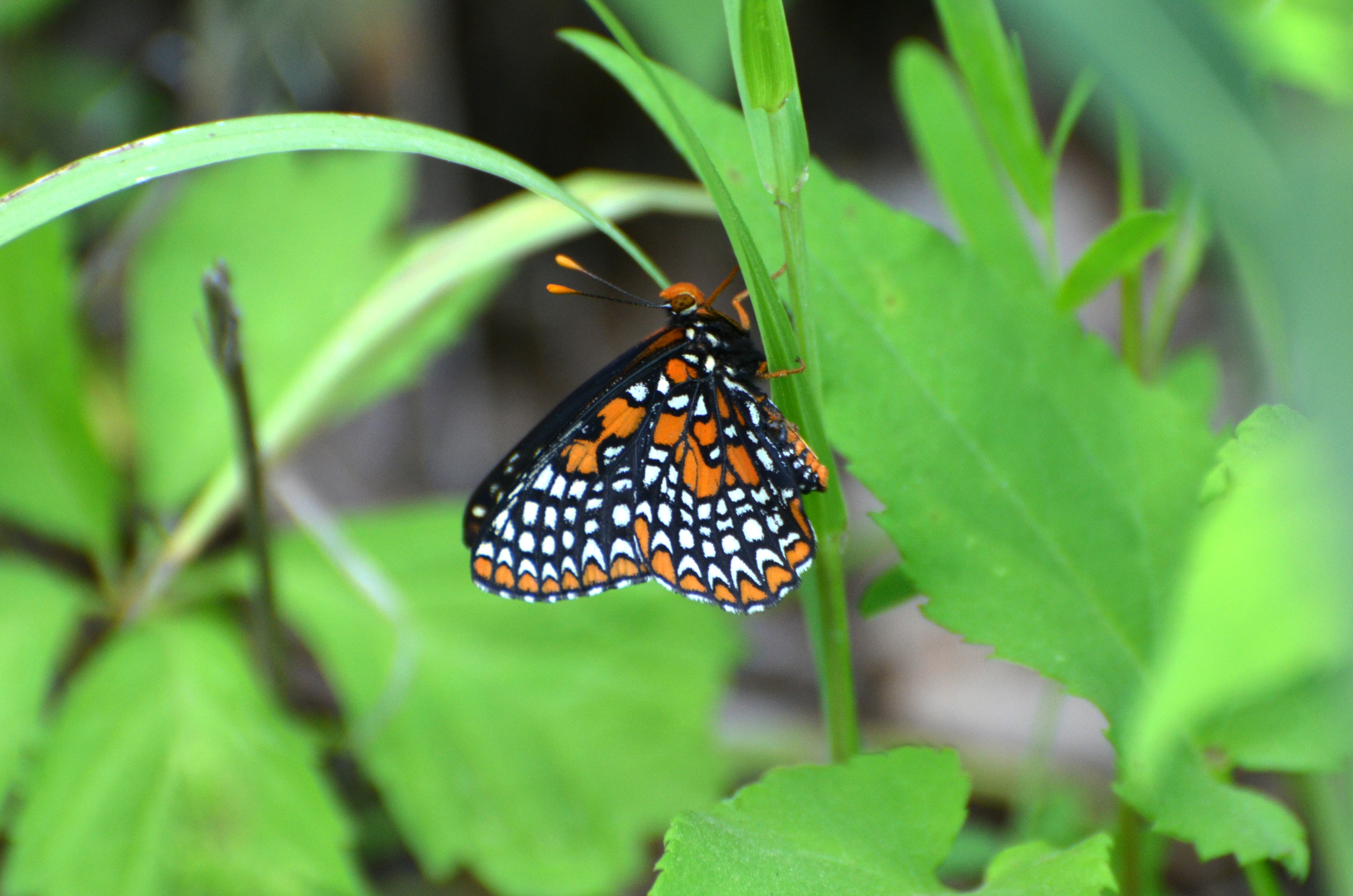
Метелик роду Euphydryas має стратегію, що полягає у охороні території з ресурсами від інших самців.

Одним із способів охорони самки є переміщення її на нове місце. Так, окремі метелики опісля залицянь можуть перелітати разом із самкою в місця, віддалені від решти самців. В інших комах самці виділяють феромон для того, щоб зробити свою партнерку непривабливою для інших самців, маскуючи її власний запах. Метелик роду Euphydryas має іншу стратегію: він розташується на ділянці з цінними для самки ресурсами, відганяє будь-яких інших самців, які наближаються, і це значно збільшує його шанси на копуляцію з самкою, яка потрапляє в цю область.
Посткопулятивна охорона передбачає недопускання контакту інших самців з самкою опісля статевого акту. Наприклад, в Коста-Риці самці двопарноногих багатоніжок їздять на спині своєї партнерки, що відлякує інших самців. Японські жуки декілька годин після копуляції перебувають постійно поряд з самкою, для того щоб за цей час сперматозоїд встиг запліднити яйцеклітину.
Копулятивні пробки часто спостерігаються у комах, плазунів, деяких ссавців та павуків. Копулятивні пробки самці вставляють відразу після копуляції з самкою, що зменшує можливість заплідненням для іншого самця, фізично блокуючи передачу сперми. Пробки джмелів, крім того, що забезпечують фізичний бар'єр для подальшої копуляції, містять лінолеву кислоту, яка впливає на поведінку самок, і знижує ймовірність копуляції з іншим самцем. Дрозофіли з пустелі Сонора, Drosophila mettleri, використовують копулятивні пробки для того, щоб самці могли контролювати запас сперми, що міститься в статевих шляхах самки.
Інша стратегія, відома як розподіл сперми, полягає в тому, що самці зберігають обмежений запас сперми за рахунок зменшення кількості введеної сперми за один статевий акт. Це в свою чергу дозволяє самцю з меншими енергетичними затратами запліднити більшу кількість самок. Для полегшення процесу розподілу сперми у деяких самців розвинулися складні способи зберігання та введення сперми. Так у риб роду губаневих (Thalassoma bifasciatum) сім'явипорскувальна протока розділяється на кілька невеликих камер з м'язовим шаром, це дозволяє самцю регулювати кількість сперми, яка вивільняється за одну копуляцію.
Загальна стратегія серед комах полягає у тому, що самці беруть участь у тривалих копуляціях. Тривалість дозволяє самцю ввести більшу кількість сперматозоїдів у репродуктивні шляхи самки та не допустити копуляції з іншими самцями до моменту запліднення.

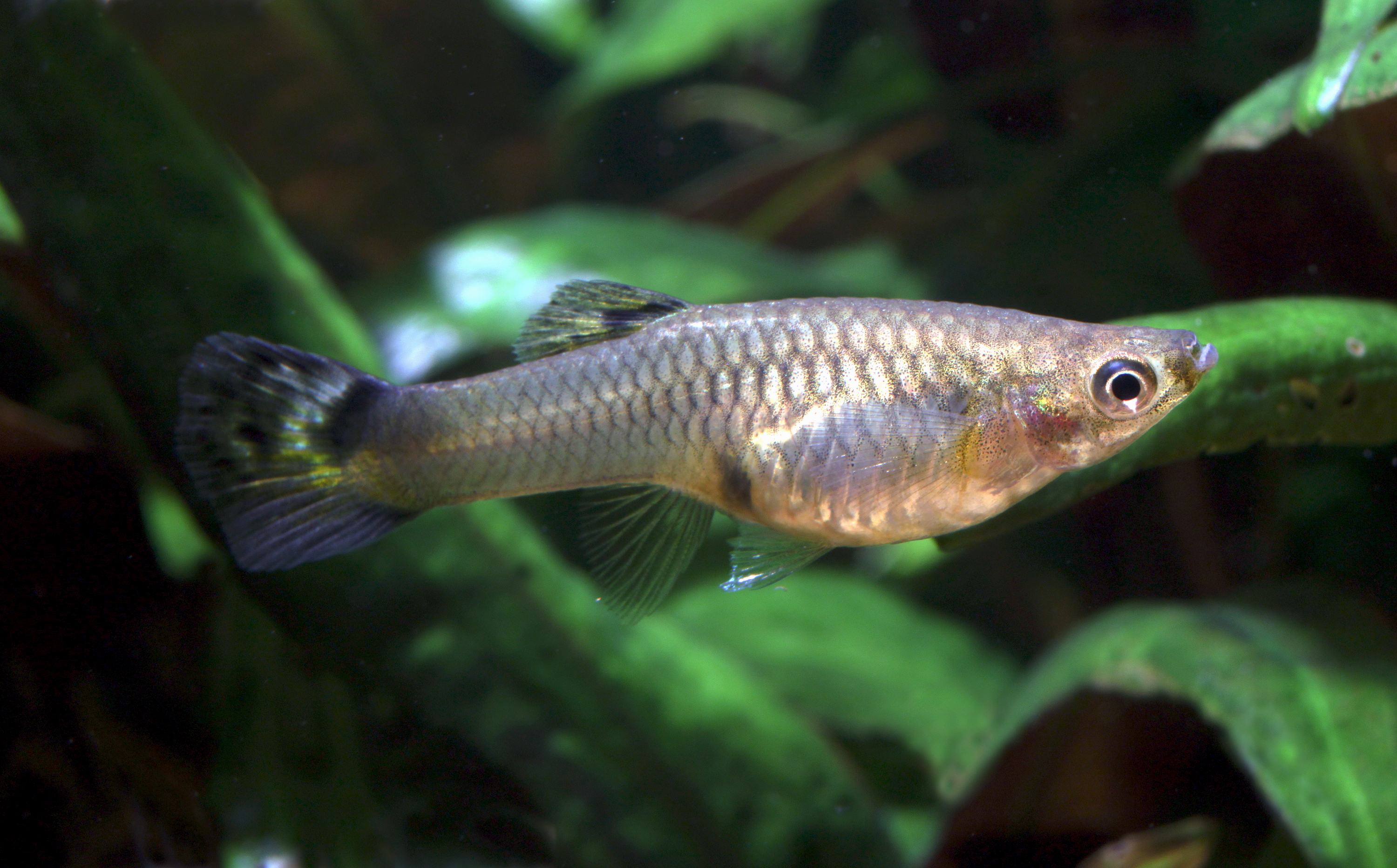
Самка Poecilia reticulata.

Самці пецилії (Poecilia) розробили оманливі соціальні патерни поведінки для зменшення рівня спермових війн. Так, самці високого статусу можуть оманливо проявляти увагу самкам нижчого статусу в присутності інших самців. Це спонукає інших самців, що стали свідками такого процесу, спарюватися з непопулярною самкою. Тоді як самка, яка насправді більше подобається високостатусному самцю, залишається без уваги його конкурентів, що полегшує процес залицяння і в подальшому зменшує конкуренцію.
У деяких комах і павуків, наприклад, Nephila fenestrate, чоловічий копулятивний орган відривається в кінці копуляції і залишається всередині самки, щоб служити копулятивною пробкою. Вважається, що таке пошкодження статевого органу є еволюційною реакцією на спермові війни і означає, що ці самці можуть спарютися лише один раз.

## Наступальна тактика
Наступальна адаптаційна поведінка відрізняється від захисної поведінки тим, що передбачає зменшення шансів на репродуктивний успіх самця-конкурента, який мав копуляцію з самкою першим. Такій тактиці сприяє наявність певних рис, які називаються озброєннями. Прикладом озброєння є роги. Інколи лише демонстрації наявності таких озброєнь достатньо для перемоги. У дрозофіли самці виділяють сім'яну рідину, яка містять додаткові токсини, призначені для знищення сперматозоїдів, що вже потрапили в репродуктивний тракт самки від попередньої копуляції. Також самець може фізично видаляти еякулят попереднього самця перед статевим актом.

## Соціальні фактори, які впливають на спермові війни
Існує кілька факторів, які впливають на прояв конкуренції між сперматозоїдами, головним з яких є частота сексуальних контактів. Це пов'язано із зовнішніми факторами, такими як щільність популяції на певній території, оскільки жіночі особини схильні до інтенсивнішого розмноження у ситуаціях з підвищеною щільністю проживання. Однією з причин цього може бути значення домагань самців. Наприклад, у рівнокрилих бабок деякі самки мають забарвлення, що нагадує самців. Таке забарвлення проявляється з різною частотою. Припускається, що мімікрія під чоловічу стать еволюціонувала з метою зменшення фізичних травм з боку самців, оскільки самки зі звичайним забарвленням страждають від надмірних домагань самців та збільшення частоти спарювання.
У малих популяціях, самки можуть більше ніж раз спарюватися з тим самим самцем, а отже, прояв спермових війн буде зниженим. Також у таких популяціях родинні зв'язки між самцями можуть вплинути на прояв конкуренції, так як у популяціях з імбридингом, хто б не виявився батьком, генетичний вклад буде спорідненим. У соціальних тварин, таких як домашні кури, існує ієрархія домінування, це означає, що не всі самці однаково беруть участь у спермових війнах. Домінантні самці рідше залучені у сперматозоїдну конкуренцію, на відміну від нижчих за рангом самців, оскільки останнім як правило доводиться копулювати з самками, що вже мали сексуальні контакти і мають у статевих шляхах сперматозоїди попередника.
Схильність самок до копуляції визначається в основному такими чинниками, як: харчовий баланс [Архівовано 8 лютого 2018 у Wayback Machine.], генетичні фактори, привабливість самців, якість попереднього еякуляту (наприклад, кількість сперматозоїдів). Кількість сприйнятливих самок також визначатиме репродуктивне співвідношення статей і, отже, можливість статевого відбору, включаючи відбір, що виникає внаслідок конкуренції сперматозоїдів.

## Зміни складу сім'яної рідини та її продукування

### Кількість сперматозоїдів та їх морфологія
Оскільки спермові війни часто впливають на селекцію тих особин, що продукують більшу кількість сперматозоїдів, закономірно, що це призведе до адаптації в межах сім'яних залоз для підвищення ефективності сперматогенезу, і включатиме не лише збільшення розміру органу. Так, було показано, що доля сперматогенної тканини збільшується в сім'яниках тих тварин, що піддаються більш високому рівню спермових війн як у птахів, так і у ссавців. Наявність спермових війн також, імовірно, пояснює відмінність тривалості сперматогенезу: високий рівень спермових війн сприяє скороченню циклу у епітелії сім'яних канальців у ссавців, що дозволяє виробляти більше сперми за одиницю часу, хоча це співвідношення залежить також від типу сперми, яка повинна бути вироблена і від швидкості метаболізму у відповідних видів.

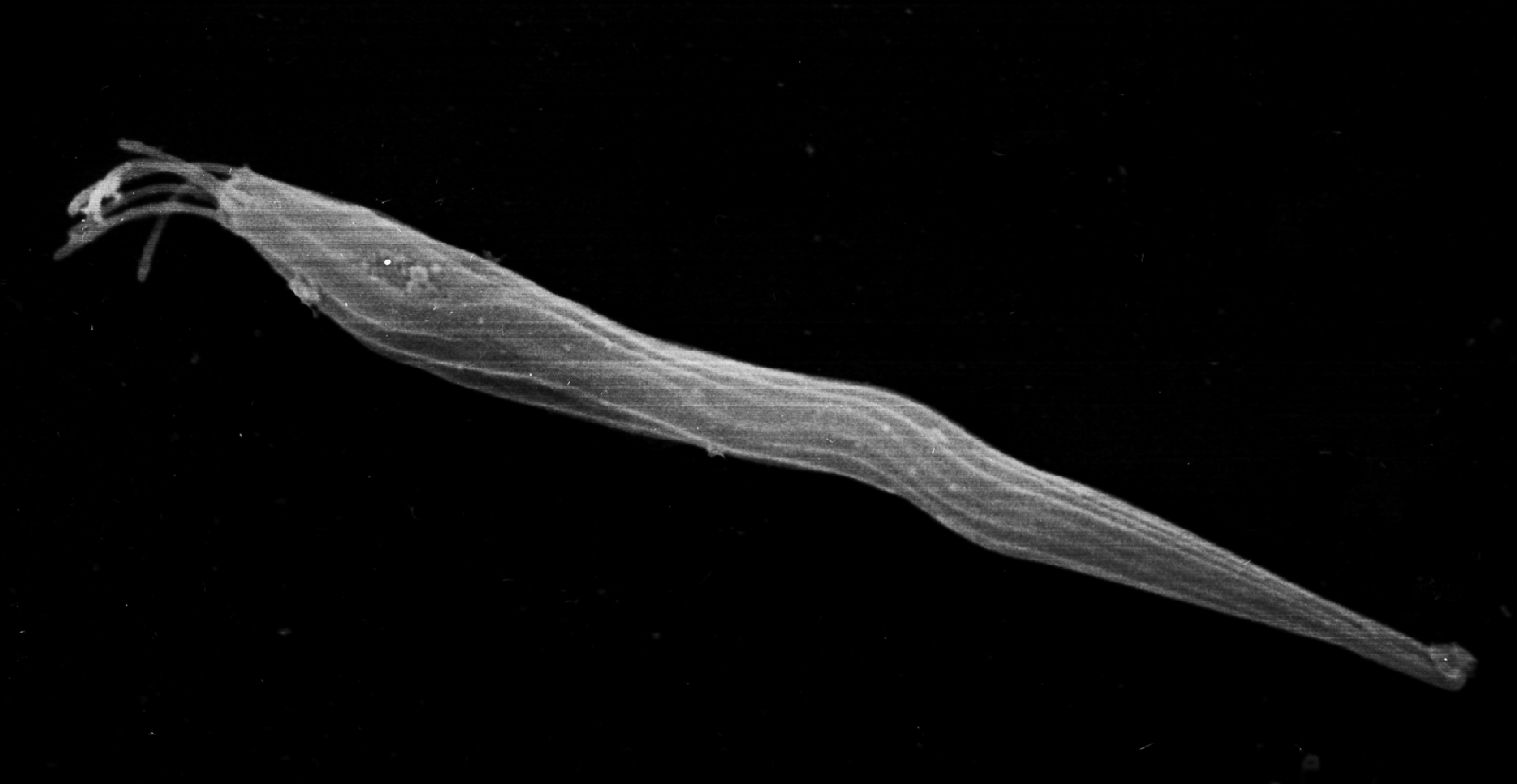
Зображення незрілого парасперматозоїду Fusitriton_oregonensis, наявна щітковидна структура на хвості, яка після дозрівання редукується.

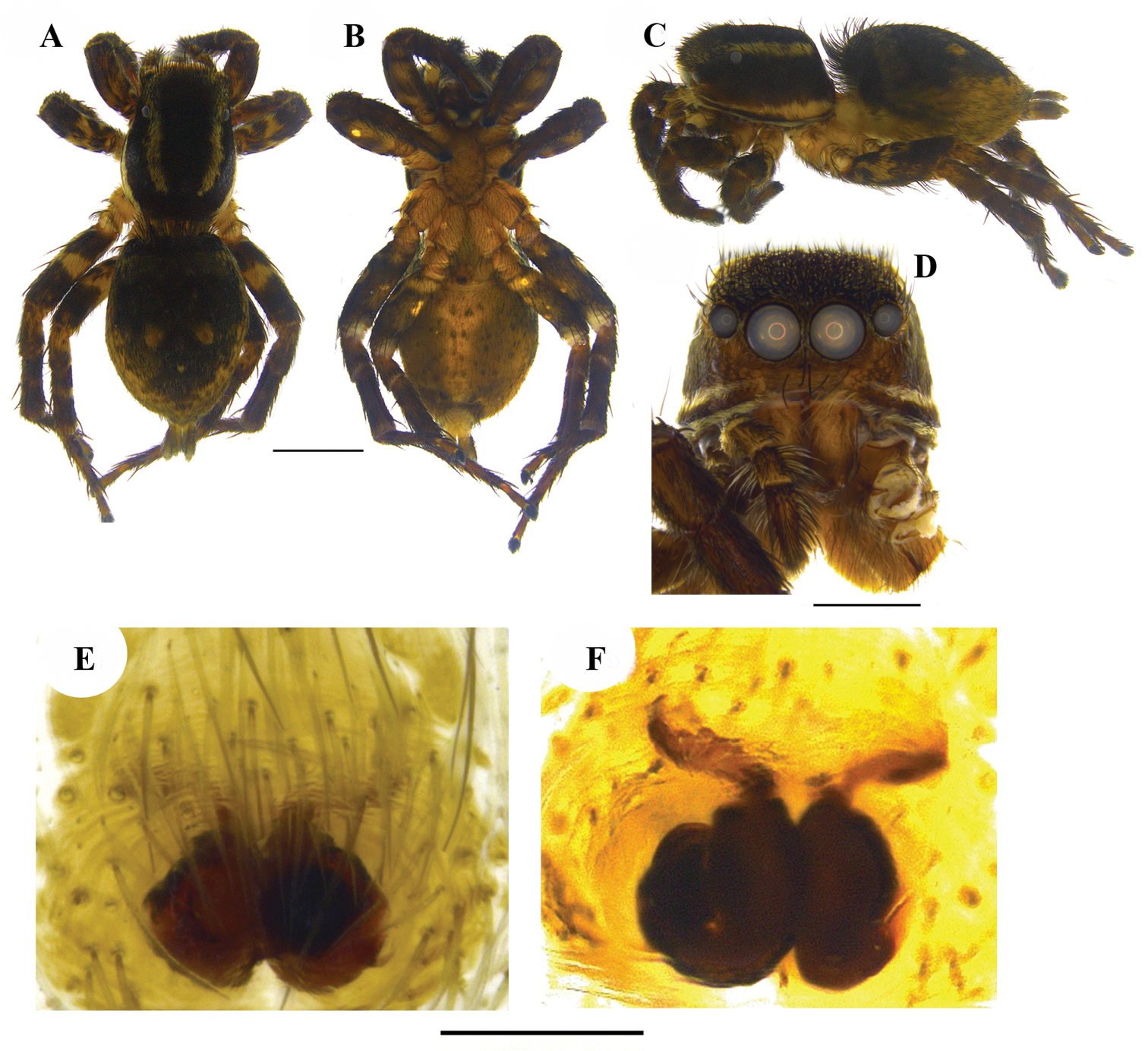
Stenaelurillus albus, самка. А — дорсальний вигляд; В — вентральний вигляд; С — ретролатеральний вигляд; D — фронтальний вигляд E — Epigyne з копуляційною пробкою у правій частині (пробка має темніше забарвлення); F — система внутрішніх протоків. Масштабна шкала: A–C = 2 мм; D = 1 мм; E–F = 0.2 мм.

У багатьох таксонів самці мають здатність продукувати більше одного типу сперматозоїдів (поліспермія), але зазвичай лише один клас сперматозоїдів запліднює яйцеклітину (еусперма). Тим не менш, безплідна сперма (парасперма) може вплинути на результат спермових війн, і її наявність загострює конфлікт інтересів самок і самців. Наприклад, у Drosophila pseudoobscura життєздатність еусперми у жіночому репродуктивному тракті є найвищою, коли разом з нею потрапляє більша кількість парасперми. Також у брукв'яного білана (Pieris napi) парасперма наповнює жіночий орган зберігання сперми, знижуючи сприйнятливість самки до подальших копуляцій. Є дані, що у метеликів наявність нефертильних сперматозоїдів дозволяє контролювати кількість статевих актів, їх частоту та захищати фертильні сперматозоїди від імунної відповіді у репродуктивному тракті самки. Точна функція нефертильних сперматозоїдів незрозуміла, але більша кількість парасперми формує копуляційні пробки.
У дослідженні на горобцеподібних птахах з проміскуїтетною поведінкою роду Малюр було встановлено, що самці зі сперматозоїдами з короткими джгутиками та відносно довгими голівками, мали більший репродуктивний успіх при спарюванні, коли самка зраджувала з іншим самцем. Тоді як самці зі сперматозоїдами з довгими джгутиками і порівняно короткими головками мали більше шансів бути батьками своєму потомству уникаючи зрад.
З огляду на енергозатратність продукування великої кількості сперми, самці можуть регулювати кількість сперми, що вводиться у статеві шляхи самки з огляду на можливу віддачу у майбутньому потомстві. Зокрема, очікується, що самці виділять більше сперматозоїдів при спарюванні з самками, фенотип яких оцінюється як більш привабливий та успішний для потомства, та при спарюванні з самкою, яка вже мала сексуальні контакти з іншим, для видалення сперми суперника.

### Розмір сім'яників та вироблення сперми
Збільшення розмірів сім'яників є однією з найбільш охарактеризованих еволюційних реакцій на спермові війни.Як правило, самці, які продукують більшу кількість сперми, досягають більшого успіху при заплідненні. Оскільки розмір сім'яників прогнозує кількість сперми та швидкість її вироблення, очікується, що самці з більшими сім'яниками матимуть конкурентну перевагу.
Існує поширена думка, що вироблення сперми збільшується із рівнем спермових війн як серед, так і всередині видів. По-перше, порівняльні дослідження виявляють, що, при поправці на розміри тіл, відносний розмір сім'яників корелює із рівнем спермових війн у різних видів. Зокрема, у видів з поліандрією, як правило, сім'яники мають більші розміри, ніж у видів з моногамією. По-друге, порівняння серед популяцій одного виду демонструє, що самці мають відносно більші сім'яні залози в популяціях, де рівень спермових війн підвищений. По-третє, відносний розмір сім'яників демонструє швидкі еволюційні реакції на рівень спермових війн в експериментальних еволюційних дослідженнях. Наприклад, у експериментальних популяцій деяких гнійних мух (Scathopaga stercoraria), дрозофіл (Drosophila melanogaster) та гнійного жука(Onthophagus taurus), де застосовувались моногамні умови спарювання, було показано зменшення відносного розміру сім'яників протягом декількох поколінь порівняно з експериментальними популяціями, що розвивалися в умовах поліандрії. Також на розмір сім'яних залоз впливає тактика, яку має особина в межах популяції. Так, результати досліджень на комахах та рибах показали, що самці з різними фенотипами використовують різні способи спарювання для забезпечення більшого успіху запліднення: одні самці б'ються за самиць та охороняють їх, тоді як інші підкрадаються до самок і вступають у так звану «приховану копуляцію». Такі самці, зазнають значно більшого рівня конкуренції і, як правило, мають більші сім'яники, ніж самці, що охороняють своїх самок.

#### Еволюція розміру та швидкості сперми
Існує дискусія відносно еволюційного впливу спермових війн на ознаки сперми, та все більша кількість доказів свідчить про те, що спермові війни відіграють головну роль у формуванні коеволюції розміру та швидкості сперматозоїдів. Порівняльні дослідження у широкому діапазоні таксонів пропонують три переконливі докази цього. По-перше, за допомогою порівняльного аналізу ссавців, риб та птахів було встановлено, що у видів з більшим рівнем спермових війн спостерігається більша швидкість руху сперматозоїдів, ніж у видів, де конкуренція послаблена або відсутня. По-друге, філогенетичні реконструкції еволюції сперматозоїдів у групі добре вивчених цихлід дозволили прослідкувати стійкі зміни в поведінці спарювання (а отже, і рівень спермових війн), що передують еволюційним змінам розміру та швидкості сперматозоїдів. По-третє, більшість порівняльних досліджень, проведених за останні 20 років, повідомили про позитивні зв'язки між рівнем спермових війн та загальною довжиною сперматозоїду і довжиною джгутика.
В рамках видових досліджень також було виявлено складні та часто суперечливі еволюційні реакції відносно розміру та швидкості сперматозоїдів. Так, у різних популяціях комах чіткої закономірності між рівнем спермових війн і морфлогією сперматозоїдів немає. У мишей швидкість сперматозоїдів та конкурентоспроможність запліднення збільшувались у популяціях з великим рівнем спермових війн, тоді як довжина сперматозоїдів залишалася незмінною. Схожий процес і у видів з альтернативною репродуктивною тактикою, рідко спостерігаються зміни у морфології сперматозоїду, тоді як рівень спермових війн в більшій мірі модулює швидкість сперматозоїдів у самців, що підкрадаються до самок, у порівнянні з самцями, що мають тактику охорони самки. Також є факти, що свідчать про зміну пластичності чоловічих гамет і у відповідь на зміну селективного середовища. Наприклад, у палії арктичної (Salvelinus alpinus) та домашніх курей(Gallus gallus) зміни соціального статусу призвели до зміни швидкості руху сперматозоїдів у домінантних самців, які мають зменшений рівень спермових війн. У самців нижчих рангів, швидкість руху сперматозоїдів була вищою, так як вони частіше стикаються із необхідністю конкуренції сперматозоїдів. Зміна соціального статусу у зябликів Гульда (Erythrura gouldiae), що відображає зміну рівня конкуренції сперматозоїдів, призвела до зміни довжини середньої частини сперматозоїда та джгутика.

#### Взаємодія сперматозоїдів
У різних видів сперматозоїди можуть утворювати кон'югати від двох або більше самців, для швидшого пересування в репродуктивних шляхах самки. Серед жужелиць здатність сперматозоїдів утворювати угрупування посилюється разом з іншими ознаками напрямленими проти спермових війн, такими як: посткопулятивна охорона самки та складна морфологія зовнішніх статевих органів. У представників надродини Мишуватих сперматозоїди мають специфічний гачкуватий виріст на головці, що, ймовірно, задіяний в утворенні кон'югатів сперматозоїдів. Показано, що кривина гачка збільшується разом зі збільшенням розмірів сім'яників. Це може бути своєрідною еволюційною відповіддю на відбір з боку спермових війн. Проте у дослідах на домашніх мишах не було виявлено зміни у будові гачкуватого виросту головки сперматозоїду при посилені рівня спермових війн.
У американських хом'яків (Peromyscus maniculatus), у яких самки спарюються з декількома самцями поспіль, сперматозоїди вміють відрізняти «рідню» від «чужинців» і об'єднуються переважно зі «своїми». У близькоспорідненого моногамного виду P. polionotus сперматозоїди позбавлені подібної вибірковості, що повністю відповідає закономірностям родинного добору. Молекулярний механізм, за допомогою якого сперматозоїди відрізняють «рідню» від «чужинців», невідомий, але припускається, що в цьому процесі беруть участь білки головного комплексу гістосумісності.

#### Роль білківсім'яної рідини

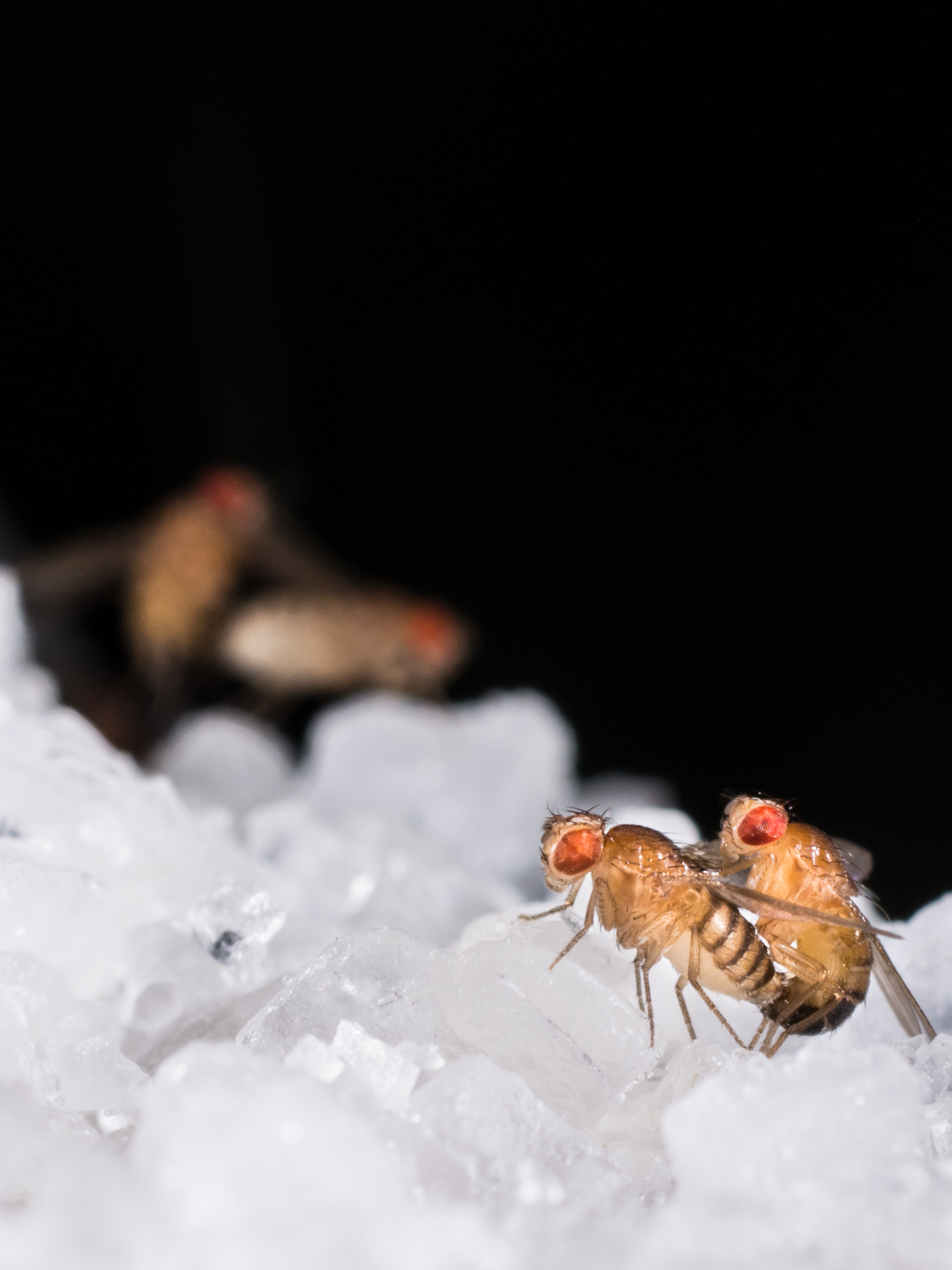
Білки сім'яної рідини D. melanogaster відіграють значну роль у посткопулятивних змінах поведінки самки і сприяють репродуктивному успіху самця.

Білки сім'яної рідини відіграють роль у живленні, захисті, дозріванні та забезпеченні рухливості сперматозоїдів в жіночому репродуктивному тракті, тому вони сприяють успіху самця при заплідненні. Наприклад, у людей семіногелін I та семіногелін II пригнічують рухливість сперматозоїдів, тоді як протеази сім'яної рідини розщеплюють семіногеліни після еякуляції, сприяючи швидку появу моторики чоловічих гамет в жіночому тракті. Пептид, що сприяє заплідненню (специфічний пептид, що синтезується простатою), стимулює здатність сперматозоїдів до проникнення і, таким чином, сприяє заплідненню, а ферменти родини глутатіонперокзидаз захищають сперматозоїди від окислювального пошкодження реактивними формами кисню. Функції білків сім'яної рідини в значній мірі досліджено у дрозофіл. Так, у цих комах виділяються білки із допоміжних залоз самця та відіграють головну роль у таких процесах, як: переміщення сперми та зберігання її в жіночому репродуктивному тракті, забезпечення успіху запліднення та майбутньої сприйнятливості самок до повторної копуляції, а також вплив на вклад самки власних ресурсів у майбутнє потомство.

#### Стратегічні зміни складу сім'яної рідини
Робота з польовими цвіркунами (Teleogryllus oceanicus) показала, що життєздатність сперми в еякуляті змінюється залежно від сприйняття самцем рівня конкуренції сперматозоїдів. У цих комах самці мають здатність оцінювати не лише чи спарювалася самка з іншими самцями до нього, а й кількість партнерів з якими вона була. Якщо конкурентів більше ніж двоє, то самець виробляє сперматозоїди зниженої життєздатності (бо тоді його енергетичні затрати не виправдані), а якщо ж конкурентів менше ніж двоє, але вони наявні, то сперматозоїди будуть підвищеної життєздатності. Коригування якості сперматозоїдів у еякуляті, ймовірно, найлегше відбувається за рахунок дії білків сім'яної рідини. Оскільки транскрипція генів у сперматозоїдів відсутня, їх функціональність значною мірою залежить від посттрансляційних модифікацій, що відбувається під контролем білків сім'яної рідини. У деяких видів комах сім'яна рідина може бути залучена до вбивства сперматозоїдів конкурента, і навіть було припущено, що самці можуть використовувати білки сім'яної рідини конкурента, якщо вони зменшили сперміцидну секрецію у репродуктивному тракті самки. Сім'яна рідина може бути більш затратною для синтезу, ніж самі сперматозоїди, тому організм самця може підлаштовуватися під рівень спермових війн.
При моделюванні еволюції такої характеристики як розподіл сперми у самців, теоретичний аналіз показав, що якщо білки сім'яної рідини підвищують репродуктивний успіх самця, то організм витрачатиме більше енергії на синтез білків, аніж на продукування сперматозоїдів. Більше того, у деяких видів білки сім'яної рідини можуть впливати на вклад жіночого організму у майбутнє потомство (за рахунок впливу на продукування яйцеклітин та/або на розвиток зародка) . Теоретичні моделі передбачають, що самець при високому рівні спермових війн зменшуватиме вміст білків у сім'яній рідині.
Самці рудих нориць (Myodes glareolus), які під час свого розвитку постійно контактували з запахом іншого самця, мали сім'яні пухирці значно більшого розміру, аніж в суперників, більше інвестували у ріст їхніх насінних пухирців (залоз, що синтезують білки сім'яної рідини необхідних для утворення копулятивної пробки). Сім'яна рідина D. melanogaster містить суміш із понад 130 білків. Одним із важливих для конкуренції сперматозоїдів є статевий пептид, який пригнічує сексуальну сприйнятливість самок після спаровування, і зменшує ймовірність майбутніх сексуальних контактів для самки. Сім'яна рідина дрозофіл також містить овулін [Архівовано 15 квітня 2021 у Wayback Machine.] — білок, який стимулює негайне виділення яєць та їх відкладання після копуляції. Самці дрозофіл при тривалому перебуванні поряд із самцем-конкурентом під час копуляції, будуть спарюватися довше і продукувати більшу кількість як статевого пептиду, так і овуліну. Також цікавим є той факт, що самці можуть пристосовувати склад сім'яної рідини до конкретного випадку спарювання. Так, при спарюванні з незайманою самкою самці вводять відносно більше овуліну, ніж при спарюванні з самкою, що вже спарювалася, імовірно, тому що яйцекладка вже була індукована попереднім партнером самки.

## Конкуренція сперматозоїдів у приматів (порівняння з людиною)

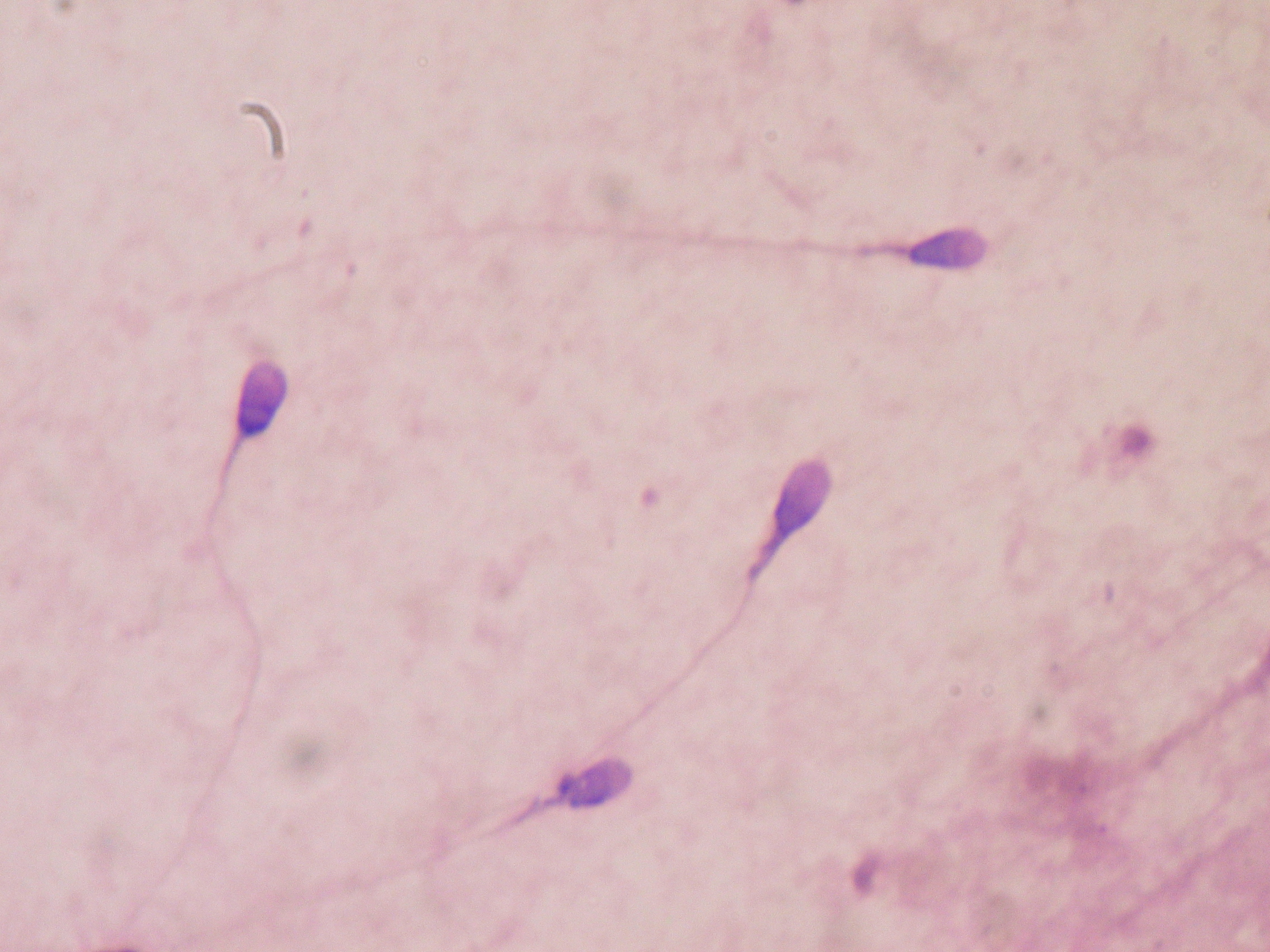
Сперматозоїди людини.

Якщо оцінювати розмір сім'яних залоз та статевого члену, то люди займають проміжне положення між типово полігамними видами, такими як шимпанзе, з одного боку, та гаремними системами спарювання як у горил та орангутанів, з іншого боку. Порівняльні ознаки сперми у приматів вказують на те, що сперма людини та горили має надзвичайну схожість, і що це, ймовірно, свідчить про низький рівень конкуренції сперматозоїдів. Цікавим є приклад, що розмір сім'яних залоз не завжди відображає рівень конкуренції сперматозоїдів у приматів. У вилкополосих лемурів (Phaner), розмір сім'яників був маленькими порівняно з 23 іншими видами лемурів. У цьому випадку ніякі фактори, такі як поведінкова, морфологічна або фізіологічна адаптація до охорони самки, філогенетичні обмеження чи вплив щільності популяції, не можуть пояснити відсутність великих сім'яних залоз у цього виду, що має позапарне батьківство для самців і позапарні копуляції для самок. У популяції полігамної сіфаки Мілна-Едвардса було встановлено позитивний зв'язок між розмірами тіла і розміром тестикул у нешлюбний період, що зникає в період розмноження, коли сім'яники легших у масі самців збільшуються до розміру сім'яників великих у масі самців тим самим збільшуючи відносну масу сім'яних залоз.
Порівняння об'єму еякуляту, концентрації сперми, відсоткової рухливості сперматозоїдів та життєздатності сперматозоїдів демонструє схожість між горилами та людьми, а не між шимпанзе та іншими приматами. Крім того, концентрація сперматозоїдів у шимпанзе виявляється у 10–20-кратному обсязі більшою за концентрацію у горил та людини . Кінетичні параметри сперматозоїдів (характеристики плавання) людини схожі до таких у Ігрункових (переважно моногамні).
Середня частина сперматозоїдів значно більша у тих видів приматів, самки яких спарюються з багатьма партнерами, а самці мають великі сім'яники по відношенню до маси тіла. У порівняльному дослідженні трьох мавп старого світу (вервета, макака резус та чакма — види з поліандрією) та людей було виявлено, що значення швидкості сперматозоїдів та мітохондріальної активності, а також морфологічні параметри сперматозоїду (довжина, об'єм та кількість звивин), були значно більшими за людські. Це може свідчити, що люди, в більшій мірі, мають низький ризик конкуренції сперматозоїдів у порівнянні з іншими приматами.
Показано, що у людській спермі наявні сперматозоїди плеоморфної або ненормальної форми, які є дефектними. Наприклад, є сперматозоїди, які демонструють ядерну фрагментацію і мають багато морфологічних відхилень, такі як конічні головки, деформовані акросоми та невеликі або пошкоджені середні частини сперматозоїду. Також було прослідковано, що горили і людина — єдині два примати, які мають високу частоту плеоморфізмів, і навіть ці плеоморфізми дуже схожі у двох видів. Тоді як у шимпанзе та інших приматів практично немає плеоморфізмів і дуже високий відсоток нормальної сперми. Тому наявність порушень морфології сперматозоїдів свідчить про тривалий відбір сперматозоїдів в умовах низького рівня спермових війн. Так, було припущено, що якщо конкуренція сперматозоїдів майже відсутня, то у виробництво «досконалої» сперми буде менше вкладу, оскільки це дорогий процес і недоцільний при таких умовах.
Отже, приймаючи рішення про стратегію спарювання та її зв'язок із розміром сім'яників та властивостями сперми у людини, варто взяти до уваги такі характеристики, як: загальна кількість сперми в еякуляті та частота еякуляції. Справа в тому, що якщо відносний розмір сім'яних залоз у людини майже такий же великий, як у шимпанзе, але вихід сперми у людини такий же невеликий, як у горил, то відносний розмір сім'яників може бути нерелевантним показником конкуренції сперматозоїдів у людини. Початково ідея наявності великих сім'яників пов'язана насамперед із наявністю більшої кількості клітин Сертолі та відповідно значно більшою здатністю до вироблення сперми.
Для опису спермових війн під час розвитку висуваються дві ідеї: по-перше, люди могли відчувати більшу конкуренцію сперматозоїдів у своїй далекій історії, ніж за останні 100 000 років; по-друге, люди використовували велику, майже безволосу мошонку, що містить великі сім'яники, для приваблення жінок, або як загрозливий знак для інших самців. Наведені вище ідеї докладно розроблені Смітом (1984), який вказує, що ранні гомініди, такі як Australopithecus spp. мали би систему чоловічої домінантної полігінії / жіночої моногамії, і, таким чином, спермові війни могли були незначними, або взагалі відсутніми. Потім автор припускає, що спільне полювання дестабілізувало «моногамію» та встановило умови, що призвели до проміскуїтетної системи спарювання та високого рівня конкуренції сперматозоїдів. Тому можливо, що під час цієї фази розмір сім'яних залоз був збільшеним. Далі Сміт також припускає, що нерівномірний розподіл продукту кооперативного полювання, ймовірно, змусив деяких чоловіків почати співпрацювати, що зменшило конкуренцію сперматозоїдів, збільшило впевненість у власному батьківстві і почало дестабілізувати проміскуїтетну систему спарювання. Більша впевненість у власному батьківстві дозволила еволюціонувати довгостроковим зв'язкам пари та, можливо, сприяло розвитку моногамії.
| Ознаки сперматозоїдів                         | Вид/Таксон                       | Характеристика |
| --------------------------------------------- | -------------------------------- | --- |
| Кількість сперматозоїдів                      | Декілька таксонів                | Збільшення рівня розподілу кількості сперми поміж самками при посиленні спермових війн                                                                              |
|                                               | Гупі                             | Самці з більшою та швидшою спермою |
|                                               | Комахи, птахи                    | Компроміс між розміром сперматозоїдів та їх кількістю |
|                                               | Родина Малюрові (Горобцеподібні) | Спермові війни позитивно корелюють з кількістю сперматозоїдів |
| Морфологія сперматозоїдів                     | Плавунцеві                       | Жіночий репродуктивний тракт визначає складну форму сперматозоїдів                                                                                                  |
|                                               | Мурахи, жуки                     | Мала варіативність у морфології сперматозоїдів з великим рівнем конкуренції сперматозоїдів                                                                          |
|                                               | Нематоди                         | Об'єм сперматозоїдів збільшується при більшій конкуренції сперматозоїдів                                                                                            |
|                                               | Зелений морський їжак            | Варіативність розмірів сперматозоїдів між особинами |
|                                               | Кальмари                         | Немає доказів, що збільшення у розмірі призводить до більшої успішності                                                                                             |
|                                               | Риби (загалом)                   | Чим більша конкуренція сперматозоїдів тим менша довжина сперматозоїдів                                                                                              |
|                                               | Цихліди                          | Чим більша конкуренція сперматозоїдів тим більша довжина сперматозоїдів                                                                                             |
|                                               | Птахи                            | Варіативність довжини сперми визначає позашлюбне батьківство |
|                                               | Снігур                           | Спрощений / аномальний тип сперматозоїдів при низькому рівні спермових війн                                                                                         |
|                                               | Родина Малюрові (Горобцеподібні) | Посткопулятивний відбір фенотипу сперматозоїдів |
|                                               | Ссавці (загалом)                 | Довжина сперматозоїдів залежить від швидкості обміну речовин |
|                                               | Гризуни                          | Немає відбору для морфології гачкоподібної структури на головці сперматозоїду                                                                                       |
|                                               | Голий землекоп                   | Збільшення аномальних типів сперматозоїдів; відсутність конкуренції сперматозоїдів                                                                                  |
|                                               | Надродина Мишуваті               | Змінна довжина сперматозоїдів; менший ризик конкуренції сперматозоїдів                                                                                              |
| Рухливість сперматозоїдів                     | Надродина Мишуваті               | Довші сперматозоїди пересуваються швидше при більш високій конкуренції сперматозоїдів                                                                               |
|                                               | Примати                          | У проміскуїтетних видів швидкість пересування сперматозоїдів більша; Збільшений розмір шийки та проміжного відділу сперматозоїду пов'язаний з підвищеною рухливістю |
| Посткопулятивна життєздатність сперматозоїдів | Комахи, скорпіони                | При більш високих показниках спарювання, нижча життєздатність сперматозоїдів                                                                                        |
|                                               | Риби, мечоносці                  | Компроміс між життєздатністю та швидкістю сперматозоїдів |
|                                               | Надродина Мишуваті               | На життєздатність сперматозоїдів не впливають спермові війни |